# Aulacoptera
Aulacoptera é um gênero de mariposa pertencente à família Crambidae.